# ایاد جمال‌الدین
ایاد رئوف جمال الدین (به عربی: إیاد جمال الدین) (زاده ۱۹۶۱) روحانی شیعه و سکولار ملی‌گرای متعادل عراقی و سید است. جمال‌الدین به خاطر فعالیت‌هایش در دوره بعث از عراق تبعید شده بود و بیش از ۱۶ سال ساکن ایران بوده‌است و در حوزه علمیه قم تحصیل کرده و از منتقدین شدید نظام‌های دینی، اسلامگرایی، ترکیب دین و سیاست، ترکیب دین و نظامی‌گری و از منتقدین شدیدالحن نظام جمهوری اسلامی ایران، طالبان و مشابه آن است. وی فقه را سلاحی سیاسی قوی‌تر از بمب اتم تشریح می‌کند. وی طی سال‌های ۲۰۰۵ تا ۲۰۱۰ نماینده مردم شهر ناصریه در پارلمان عراق به عنوان شخصیت پیشروی ایاد علاوی در بلوک فهرست ملی عراقی (عراقیه) بوده‌است تا پاییز سال ۲۰۰۹ که خودش را از این حزب خارج می‌کند تا حزب خودش «حزب الاحرار» یا آزادگان را تأسیس کند که بر اساس جدایی دین از حکومت بنا شده‌است (قاعده‌ای که عراقیه نیز ظاهراً از آن حمایت می‌کند). حزب وی نباید با گروه‌هایی که در نام خود «احرار» دارند مانند فراکسیون احرار مقتدی صدر اشتباه شود. وی پس از اینکه علاوی نماینده‌ای را برای نظام جمهوری اسلامی ایران فرستاد خودش را از فهرست ملی خارج کرد و دلیل این کارش را در مصاحبه ۱۴ فوریه ۲۰۱۰ در شبکه العربیه، فرستادن نماینده به ایران توسط علاوی عنوان کرد. وی به عنوان مقام رهبری حزب تجمع آزادگان عراق (احرار) در انتخابات پارلمانی این کشور در سال ۲۰۱۰ شرکت خواهد کرد.
وی دربارهٔ ضرورت انسانی و دینی جدایی دین از حکومت و سیاست می‌گوید پیش از اسلام اعراب از ادیان مختلف در کنار هم زندگی می‌کردند و نفاق وجود نداشت. در دوران حکومت پیامبر اسلام (۱۰ سال مدینه پس از ۱۳ سال مکه که سوره‌های مدنی که همراه احکام هستند را به همراه داشت) منجر به نزول سوره مدنی منافقون شد و تشریح می‌کند که حتی در حکومت پیامبر اسلام نیز نفاق ایجاد می‌شود. وی می‌گوید که تبعیض عقیدتی، تأیید برده‌داری در اسلام و توهین به غیر مسلمانان عامل مهم دیگری برای ضرورت جدایی دین از بنیاد حکومت مدنی و مردمی بر پایه دموکراسی است.

## سازمان مجاهدین خلق
وی در سال ۲۰۰۹ دربارهٔ سازمان مجاهدین خلق گفته بود: «عراق با هدف مقابله با نفوذ ایران، نباید «مجاهدین خلق» (منافقین) را اخراج کند بلکه به اعتقاد بنده باید همواره از آنان به عنوان برگ فشاری علیه ایران استفاده کرد.» سایت نزدیک به این سازمان نیز در حمایت از او مطلب منتشر می‌کند. منتقدین حزب او معتقدند که از حمایت عربستان و آمریکا برخوردار است.